# Zari (Lied)
Zari (griechisch Ζάρι ‚Spielwürfel‘) ist ein Lied der griechischen Sängerin Marina Satti. Mit dem Titel vertrat sie Griechenland beim Eurovision Song Contest 2024.

## Hintergrund
Das Lied wurde von Gino „the Ghost“ Borri, Jay Lewitt Stolar, Jordan Richard Palmer, Konstantin Plamenov Beshkov, Manolis „Solmeister“ Solidakis, Nick Kodonas, Oge, Vlospa sowie Marina Satti selbst geschrieben. Der Song wurde vom Sender ERT intern ausgewählt und am 7. März 2024 als Single veröffentlicht. Im Musikvideo werden satirisch stereotype Darstellungen der „griechischen“ und „fremden“ Identitäten behandelt.

## Inhalt
In Pressemitteilungen gab Satti bekannt, dass sie mit dem Lied alte und neue griechische Kulturen und Traditionen mischen wolle. Dabei wolle sie Stereotype über die griechische Kultur aufbrechen. Zudem thematisiere das Lied das Thema Glück im Spiel.

## Eurovision Song Contest
Bei der Auslosung am 30. Januar 2024 für das Semifinale des Eurovision Song Contest 2024 in der Malmö Arena in Malmö, Schweden wurde ihm die erste Hälfte im zweiten Halbfinale am 9. Mai zugelost. Am 26. März 2024 wurde ihm dort der dritte Startplatz zugeteilt. Er konnte sich auf dem 5. Platz mit 86 Punkten für das Finale qualifizieren und trat dort auf dem 12. Startplatz an. Er erreichte mit insgesamt 126 Punkten den 11. Platz. Davon entfielen 41 Punkte auf die Jurys, wo der Titel auf dem 14. Platz lag, und 85 Punkte auf die Zuschauer, wo er den 8. Platz belegte.

## Chartplatzierungen
| ChartsChartplatzierungen | Höchstplatzierung | Wochen |
| ------------------------ | ----------------- | ------ |
| Schweiz (IFPI)           | 99 (1 Wo.)        | 1      |